# 新疆艺术剧院话剧团
43°49′00″N 87°34′59″E / 43.81666°N 87.58316°E

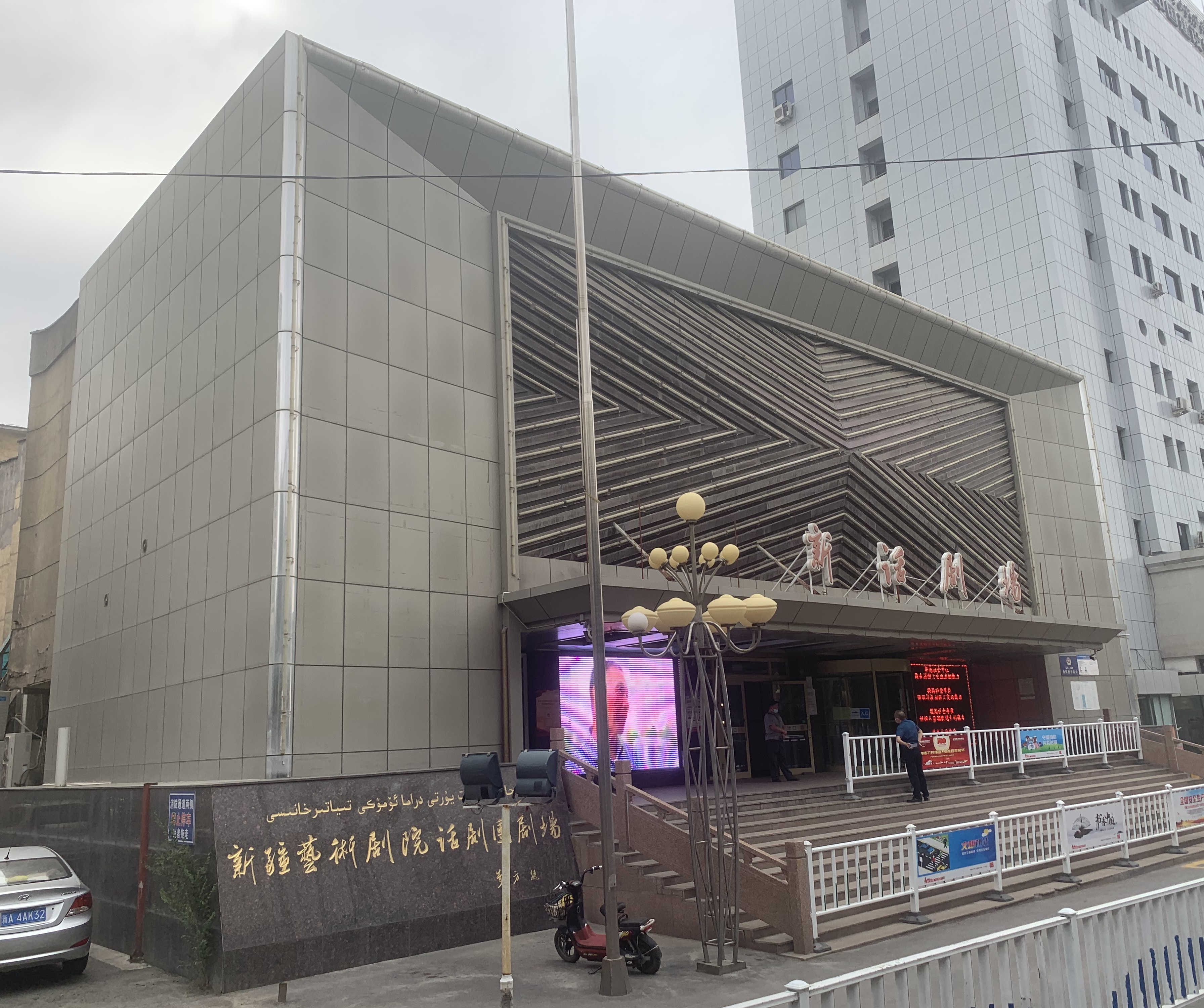
新话剧场

新疆艺术剧院话剧团，是隶属于新疆艺术剧院的一个话剧团。剧场“新话剧场”位于乌鲁木齐市沙依巴克区西北路633号。

## 特色
1956年，新疆艺术剧院话剧团建立，是由原新疆军区文工团中的话剧团转业人员组建。1957年，与新疆维吾尔自治区电影演员训练班合并成为新疆汉族话剧团。1963年以话剧二团名义编入新组建的新疆歌舞话剧院。1973年该院撤消，即单列为新疆话剧团。剧团演出场所为新话剧场。新疆艺术剧院成立后，剧团隶属于新疆艺术剧院。
2015年12月，国家艺术基金项目新疆本土大型原创音乐剧《阿拉木汗传说》登陆新疆新话剧场。2017年上映《老爸开门》。2021年5月，其创制的话剧《金色的胡杨》在国家话剧院大剧场上演，并入选2021年“全国舞台艺术优秀剧目网络展播”剧目。